# هفت تششمة (أذر شهر)
هفت تششمة هي قرية في مقاطعة أذر شهر، إيران. عدد سكان هذه القرية هو 1,755 في سنة 2006.